# طويران
طويران  قرية سوريّة تتبع إداريّاً لمحافظة حلب منطقة الباب ناحية الراعي، بلغ تعداد سكانها 283 نسمة حسب التعداد السكاني لعام 2004.